# 塞什河畔韦恩
塞什河畔韦恩（法語：Vern-sur-Seiche，法語發音：[vɛʁn syʁ sɛʃ]）是法国伊勒-维莱讷省的一个市镇，位于该省中南部，属于雷恩区和雷恩都会区，其市镇面积为19.7平方公里，2022年1月1日时人口数量为8272人。
塞什河畔韦恩是雷恩都会区的组成部分，位于雷恩市区东南，是雷恩重要的卫星城之一，因地处塞什河畔而得名。

## 行政
塞什河畔韦恩的邮政编码为35770，INSEE市镇编码为35352。

## 地理

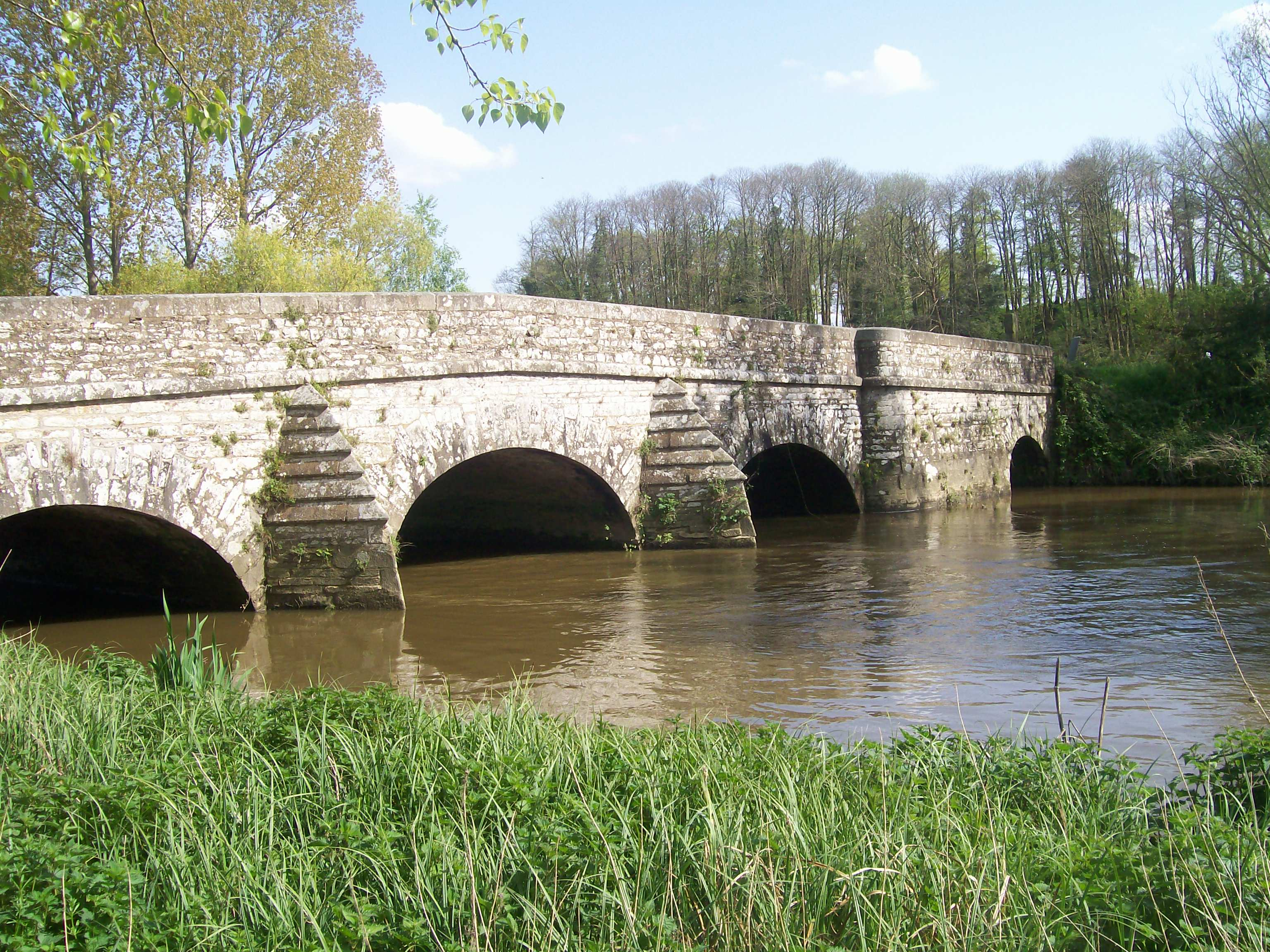
横跨塞什河的沃贡桥

塞什河畔韦恩（48°2'41"N, 1°36'1"W）位于法国西北部，布列塔尼大区东部和伊勒-维莱讷省中南部，距离省会雷恩大约8公里。
与塞什河畔韦恩接壤的市镇包括：尚特皮、布尔巴雷、栋卢、努瓦图、塞什河畔努瓦亚勒沙蒂永、圣阿梅尔、圣埃尔布隆。
塞什河畔韦恩境内地势平坦，海拔在21至72米之间。境内北部的瑟夫尔树林（Bois de Soeuvres）是当地重要的绿地。
塞什河自东向西流经境内南部，为维莱讷河的一条支流。
按照柯本气候分类法，塞什河畔韦恩属于较为典型的温带海洋性气候，全年温差较小，降水分布均匀。

## 交通
伊勒-维莱讷省省道D173线（雷恩－沙托布里扬快速公路）纵贯塞什河畔韦恩境内，与省道D34线、D36线和D86线交汇。雷恩公交62路、73路和75路经过塞什河畔韦恩境内并设有站点。塞什河畔韦恩火车站是沙托布里扬－雷恩铁路线上的一个通勤车站。

## 政治
现任塞什河畔韦恩市长为斯泰凡·拉贝先生（Stéphane Labbé），他是一名右翼无党派人士。

## 人口
| 年份   | 1936  | 1946  | 1954  | 1962  | 1968  | 1975  | 1982  | 1990  | 1999  | 2005  | 2010  | 2015  | 2017  |
| ------ | ----- | ----- | ----- | ----- | ----- | ----- | ----- | ----- | ----- | ----- | ----- | ----- | ----- |
| 人口數 | 1,258 | 1,362 | 1,365 | 1,466 | 1,675 | 2,638 | 3,116 | 5,602 | 7,454 | 7,701 | 8,146 | 7,871 | 7,911 |

## 友好城市
- 德国 施瓦尔巴赫